# Лисициан, Србуи Степановна
Србуи Степановна Лисициан (Սրբուհի Լիսիցյան; 15 [27] июня 1893 или 16 [28] июня 1893, Тифлис — 28 августа 1979, Ереван) — советский учёный, искусствовед, исследователь армянского танцевального и театрального фольклора. Доктор исторических наук (1956). Заслуженный деятель науки Армянской ССР (1964).

## Биография
Родилась 27 июня 1893 года в Тифлисе в семье известного российского и советского учёного Степана Лисициана.
С 1911 по 1917 год училась на высших женских курсах Герье и в студии танца под руководством И. С. Чернецкой в Москве.
Вернувшись в Тифлис, создала студию ритма и пластики, в дальнейшем преобразованную в институт. Выезжала на гастроли, в том числе в Москву. Три года вела занятия танцем в школе при советском посольстве и в студии немецких коммунистов «Rote Blusen» в Берлине.
В 1930 году переехала в Ереван, где основала и стала первым директором хореографического училища. В качестве режиссёра-балетмейстера совместно с композитором Саркисом Бархударяном была одним из авторов балета «Наринэ» (1936).

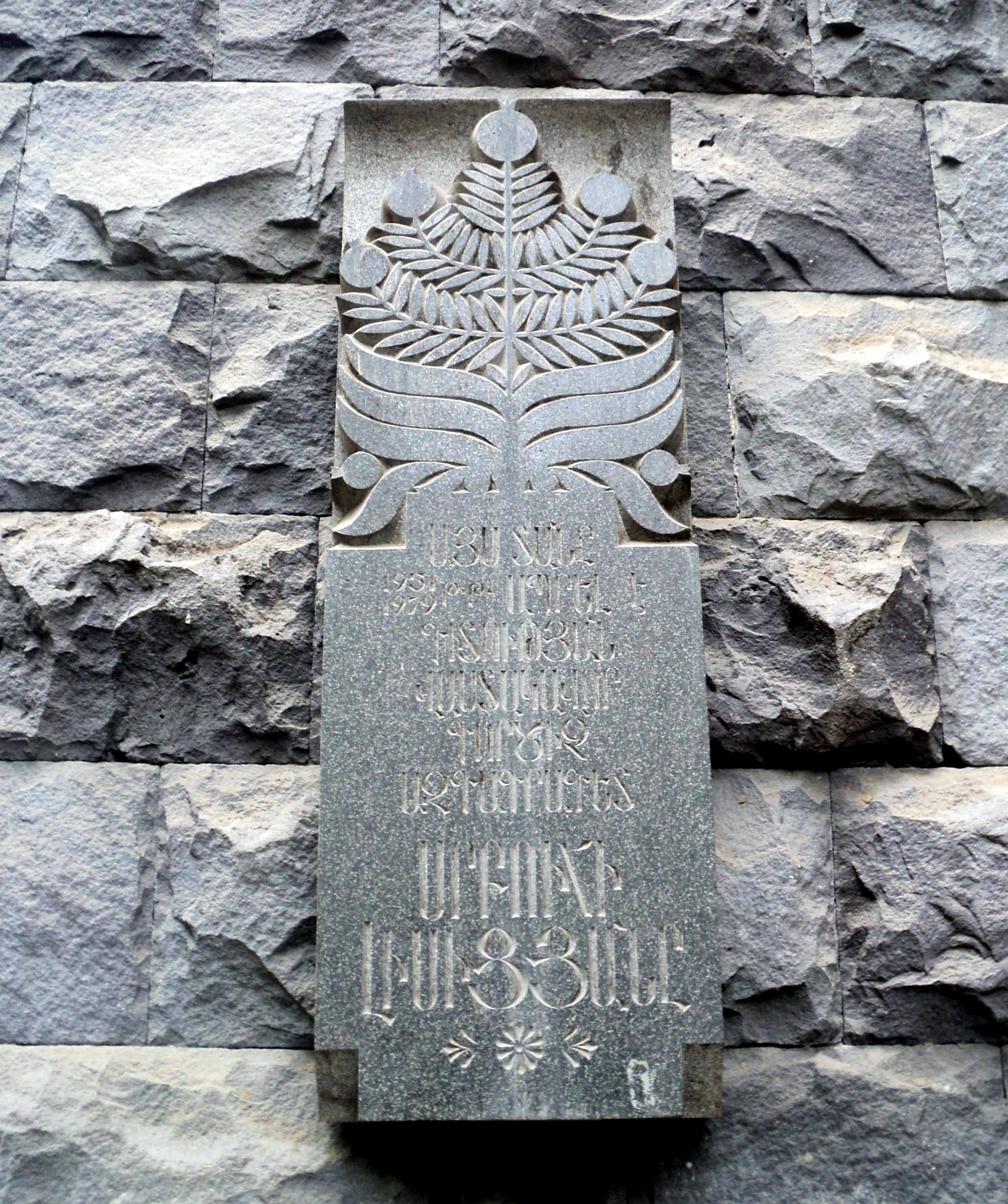
Мемориальная доска в Ереване. Проспект Маштоца

В начале 1940-х годов оказалась в опале из-за антисталинских высказываний её сына, арестованного и расстрелянного.
С 1945 года работала в Ереванском художественно-театральном институте, потом — старшим научным сотрудником в Институте археологии и этнографии Академии наук Армянской ССР. Занималась исследованием этнической хореографии, историей армянского танцевального искусства, стала автором ряда монографий на эти темы. Созданная ею система записи танцевальных движений (кинетография) позволила с математической точностью фиксировать положение тела в пространстве, проводить анализ движений и мизансцен танцев и театральных представлений. Србуи Лисициан также известна своими переводами произведений классиков армянской литературы на русский язык.

## Награды
- Орден «Знак Почёта» (9.06.1973) — за заслуги в области советской этнографии и искусствоведения, многолетнюю педагогическую деятельность и в связи с восьмидесятилетием со дня рождения.
- Заслуженный деятель науки Армянской ССР (1964).

## Основные публикации
- Србуи Лисициан. Запись движения (кинетография). — Искусство, 1940. — 426 с.
- Словник по истории танцев-народов мира и танцевальным терминам. М., 1941;
- Старинные пляски и театральные представления армянского народа — Академия наук Армянской ССР (том I. Ереван, 1958; том II. Ереван, 1972) [Том III (20 печ. листов) и том IV (40 печ. листов) не были изданы];
  - Србуи Лисициан. Старинные пляски и театральные представления армянского народа. — Академия наук Армянской ССР, 1958. — Т. 1. — 612 с.
- Армянские старинные пляски [Авторы предисловия Б. Н. Аракелян, Э. Х. Петросян]. Ереван, 1983;

Рукописное наследие
- Языческая религия армян;
- Проблемы народного танца и танцевального искусства в наши дни;
- Этногенез армянского народа;
- Мифологические родословные таблицы из греческой, римской и армянской мифологии;
- Праздники годового цикла армян;
- Собрание записей 2500 армянских народных плясок и театральных представлений (на арм. яз.).